# Primer ministro de Cabo Verde

Blasón de Cabo Verde.

El Primer Ministro de Cabo Verde es el jefe de Gobierno de la nación insular de Cabo Verde. La Asamblea Nacional de Cabo Verde nomina al primer ministro, para que el presidente lo acepte. El cargo ha existido desde 1975, cuando Cabo Verde se independizó de Portugal.

## Lista de jefes de Gobierno de Cabo Verde
Jefe de Gobierno en funciones.
| Retrato | Retrato              | Primer ministro                   | Inicio               | Fin                  | Tiempo en el cargo         | Partido | Partido | Elección                     | Presidente | Presidente        |
| ------- | -------------------- | --------------------------------- | -------------------- | -------------------- | -------------------------- | ------- | ------- | ---------------------------- | ---------- | ----------------- |
| 1       |                      | Pedro Pires (n. 1934)             | 8 de julio de 1975   | 26 de enero de 1991  | 15 años, 7 meses y 18 días |         | PAIGC   | 1975                         |            | Aristides Pereira |
| 1       |                      | Pedro Pires (n. 1934)             | 8 de julio de 1975   | 26 de enero de 1991  | 15 años, 7 meses y 18 días | PAICV   | 1980    |                              |            | Aristides Pereira |
| 1       | 1985                 | Pedro Pires (n. 1934)             | 8 de julio de 1975   | 26 de enero de 1991  | 15 años, 7 meses y 18 días | PAICV   |         |                              |            | Aristides Pereira |
| 2       |                      | Carlos Veiga (n. 1949)            | 26 de enero de 1991  | 4 de abril de 1991   | 9 años, 6 meses y 3 días   |         | MpD     |                              |            | Aristides Pereira |
| 2       | 4 de abril de 1991   | Carlos Veiga (n. 1949)            | 29 de julio de 2000  | 1991                 | 9 años, 6 meses y 3 días   |         | MpD     | António Mascarenhas Monteiro |            |                   |
| 2       | 4 de abril de 1991   | Carlos Veiga (n. 1949)            | 29 de julio de 2000  | 1995                 | 9 años, 6 meses y 3 días   |         | MpD     | António Mascarenhas Monteiro |            |                   |
| 3       |                      | Gualberto do Rosário (n. 1950)    | 29 de julio de 2000  | 5 de octubre de 2000 | 6 meses y 3 días           |         | MpD     | António Mascarenhas Monteiro |            |                   |
| 3       | 5 de octubre de 2000 | Gualberto do Rosário (n. 1950)    | 1 de febrero de 2001 |                      | 6 meses y 3 días           |         | MpD     | António Mascarenhas Monteiro |            |                   |
| 4       |                      | José María Neves (n. 1960)        | 1 de febrero de 2001 | 22 de abril de 2016  | 15 años, 2 meses y 21 días |         | PAICV   | António Mascarenhas Monteiro |            |                   |
| 4       | 2001                 | José María Neves (n. 1960)        | 1 de febrero de 2001 | 22 de abril de 2016  | 15 años, 2 meses y 21 días |         | PAICV   | António Mascarenhas Monteiro |            |                   |
| 4       | Pedro Pires          | José María Neves (n. 1960)        | 1 de febrero de 2001 | 22 de abril de 2016  | 15 años, 2 meses y 21 días |         | PAICV   |                              |            |                   |
| 4       | 2006                 | José María Neves (n. 1960)        | 1 de febrero de 2001 | 22 de abril de 2016  | 15 años, 2 meses y 21 días |         | PAICV   |                              |            |                   |
| 4       | 2011                 | José María Neves (n. 1960)        | 1 de febrero de 2001 | 22 de abril de 2016  | 15 años, 2 meses y 21 días |         | PAICV   |                              |            |                   |
| 4       | Jorge Carlos Fonseca | José María Neves (n. 1960)        | 1 de febrero de 2001 | 22 de abril de 2016  | 15 años, 2 meses y 21 días |         | PAICV   |                              |            |                   |
| 5       |                      | Ulisses Correia e Silva (n. 1962) | 22 de abril de 2016  | En el cargo          | 9 años, 2 meses y 10 días  |         | MpD     | 2016                         |            |                   |
| 5       | 2021                 | Ulisses Correia e Silva (n. 1962) | 22 de abril de 2016  | En el cargo          | 9 años, 2 meses y 10 días  |         | MpD     |                              |            |                   |
| 5       | José María Neves     | Ulisses Correia e Silva (n. 1962) | 22 de abril de 2016  | En el cargo          | 9 años, 2 meses y 10 días  |         | MpD     |                              |            |                   |